# نواف العمري
نواف علي العمري لاعب كرة قدم سعودي ، يلعب كمهاجم يلعب في نادي النخل.

## مسيرة اللاعب
لعب في نادي الغزوة ونادي الذهب ونادي النخل.